# Orsen (Folkärna socken, Dalarna)
Orsen är en sjö i Avesta kommun i Dalarna och ingår i Dalälvens huvudavrinningsområde.